# Glorieta Baldy Lookout Tower
La Glorieta Baldy Lookout Tower est une tour de guet américaine dans le comté de Santa Fe, au Nouveau-Mexique. Protégée au sein de la forêt nationale de Santa Fe, cette tour construite en 1940 est inscrite au Registre national des lieux historiques depuis le 27 janvier 1988.